# Dirk Sterckx
Dirk Sterckx (* 25. September 1946 in Herent) ist ein belgischer Politiker für die Partei Open Vlaamse Liberalen en Democraten (Open VLD). Von Juli 1999 bis September 2001 war er Mitglied des Europäischen Parlaments.

## Leben
Sterckx studierte Germanistik an der Universität Gent und schloss das Studium 1969 mit dem Lizenziat ab. Anschließend war er als Lehrer für die Fächer Niederländisch, Englisch und Deutsch an weiterführenden Schulen im Raum Antwerpen tätig.
1975 ging Sterckx zum Fernsehsender Belgische Radio- en Televisieomroep (BRT) (heute VRT) und war dort als Journalist tätig. Ab 1980 war er Korrespondent des BRT bei der Europäischen Gemeinschaft. 1986 wurde Sterckx Schlussredakteur der Nachrichtensendung VRT-journaal, die er ab 1996 moderierte, und 1994 Schlussredakteur und Moderator der Informationssendung Terzake.
1999 wurde Sterckx in das Europäische Parlament gewählt und bei der Europawahl 2004 im Amt bestätigt. Er ist Mitglied der Fraktion der Allianz der Liberalen und Demokraten für Europa sowie Vorsitzender der Delegation für die Beziehungen zu der Volksrepublik China und Mitglied der Konferenz der Delegationsvorsitzenden und des Ausschusses für Verkehr und Fremdenverkehr.
Sterckx ist seit 2001 Mitglied des Gemeinderates von Lint. Von Februar bis Juni 2004 war er Vorsitzender der Vlaamse Liberalen en Democraten.